# Гипнобаза
«Гипнобаза» — московский музыкальный инди-коллектив, основанный в 2019 году. Свою стилистику участники группы позиционируют как «ностальджи-поп».

## История
Музыкальный коллектив был основан Василием Братчуком и Дмитрием Лемешко в 2019 году. Название группе дала поэт Аксинья Домео, вдохновившись странностью фонтана в ТРЦ Европейский .
В октябре 2020 года Гипнобаза выпустила свой дебютный альбом «Последние пятиэтажки», записанный во время начала пандемии. Газета.ru описала его как альбом, в котором «отлично уживаются вместе, например, Земфира-стайл-песни, стилизованный под 90-е поп и треки, отчасти напоминающие группу 'Грязь'".
От критиков дебютный альбом получил смешанные отзывы. Александр Ионов сравнил звучание Гипнобазы со «вчерашним переваренным супом» и «сладеньким лимонадиком», а музыкальный редактор «Вечернего Урганта» Сергей Мудрик назвал его «симпатичным синти-попом».
Песня «Спутник шпион» вошла в саундтрек сериала «Отпуск» на ТНТ . Клип на песню «Мы идём на завод», снятый Даниилом Книгиным в заброшенных цехах завода ЭМОЗ, попал на обсуждение в программу «12 злобных зрителей» на MTV Россия.
7 октября 2022 года Гипнобаза выпустила EP с названием "Вечеринка никогда" из пяти треков. Расширенная версия с аудиосказкой из 11 треков вышла эксклюзивом на Яндекс Музыке. Соавтором текста сказки выступила поэт Аксинья Домео, а текст читал актёр Валентин Мухрев. В одном из интервью Братчук заявил, что при написании песен вдохновлялся музыкой таких советских композиторов как Рыбников, Артемьев, Зацепин, Шаинский и Таривердиев. Сервис Звук заявил что "альбом звучит так, как будто нам вернули «Синюю птицу», «Веселых ребят» или «Самоцветов», спетых с интонациями Валентина Стрыкало".
В 2023 году песня "Вечеринка никогда" вошла в саундтрек сериала "Плейлист волонтёра". Гипнобаза стала лауреатом премии Cup of Madness от 16 Тонн Арбат в номинации "Ретровейв исполнитель 2023".

## Состав
- Вася Братчук
- Дима Лемешко

## Дискография

### Синглы
| 2020 | Спутник шпион                       | -  |
| 2021 | Октябрь 93                          | -  |
| 2022 | Силуэт                              | -  |
| 2022 | В зимнем парке (feat. Стереополина) | 66 |
| 2022 | Вечеринка Никогда                   |    |
| 2022 | Новогодняя                          |    |
| 2023 | Остались без лета                   | 54 |

### Альбомы / EP
| 2020 | Последние пятиэтажки | -  |  |
| 2022 | Вечеринка никогда    | 72 |  |